# Betriebskrankenkasse Post
Die Betriebskrankenkasse Post (BKK Post), früher Bundespost-Betriebskrankenkasse (BPBetrKK), war eine deutsche Krankenkasse aus der Gruppe der Betriebskrankenkassen mit Sitz in Stuttgart. Die Körperschaft des öffentlichen Rechts war Träger der gesetzlichen Krankenversicherung und Betriebskrankenkasse der ehemaligen Deutschen Bundespost und ihrer privatisierten Nachfolgeunternehmen.
Sie ist nicht zu verwechseln mit der Postbeamtenkrankenkasse (PBeaKK).

## Geschichte
Die Vorläuferin der BKK Post wurde 1885 als Postkrankenkasse gegründet. Sie war zunächst nur für Arbeiter geöffnet, später auch für Angestellte im System der deutschen Krankenversicherung. Die Betriebskrankenkasse Post wurde 1998 für alle gesetzlich Versicherten geöffnet.
Die BKK Post wurde nach der Privatisierung der Bundespost 1994 entsprechend § 7 Postsozialversicherungsorganisationsgesetz zunächst durch die Bundesanstalt für Post und Telekommunikation Deutsche Bundespost (BAnst PT) fortgeführt. Sie wurde 1999 im Rahmen eines Betriebsübergangs aus der BAnst PT ausgegliedert.
Unter den der Bundespost durch die Privatisierung nachfolgenden Trägerunternehmen Deutsche Post AG und Deutsche Telekom AG fusionierte sie zum 1. Januar 2003 mit der Volkswagen BKK nach jeweiligem Beschluss der zwei Verwaltungsräte der beiden Krankenkassen vom 25. September 2002. Der neue Name lautete Deutsche Betriebskrankenkasse. Die Deutsche BKK fusionierte ihrerseits zum 1. Januar 2017 zur Barmer Ersatzkasse.
Zuletzt waren rund 700.000 Personen bei der Betriebskrankenkasse Post versichert. Der Beitragssatz in der Krankenversicherung lag 2002 bei 13,8 Prozent.